# Beast Quake
Als Beast Quake wird ein Spielzug in einem NFL-Wild-Card-Playoff-Spiel vom 8. Januar 2011 zwischen den Seattle Seahawks und den New Orleans Saints bezeichnet.
Der Spielzug fand im vierten Viertel statt, als Marshawn Lynch, der Runningback der Seahawks, neun Tackles durchbrach und dabei 67 Yards zu einem siegbringenden Touchdown lief. Der Name des Spielzuges stammt von Lynchs Spitznamen „Beast Mode“ und dem durch den Jubel der Fans ausgelösten schwachen Erdbeben (englisch earth quake), das von einem Seismographen registriert wurde.

## Hintergrund
Die Saints erspielten sich den 5. Setzplatz für die NFC Playoffs, womit sie in den Wild Cards spielten. Der Super-Bowl-Champion der vorangegangenen Saison hatte in der Regular Season elf Siege in sechzehn Spielen errungen, womit sie Zweiter der NFC South wurden. Die Seattle Seahawks dagegen gewannen die NFC West mit sieben Siegen in sechzehn Spielen, womit sie die erste Mannschaft in der Geschichte der NFL waren, die als Division-Sieger die Playoffs erreichten, obwohl sie in der Regular Season mehr Niederlagen als Siege vorzuweisen hatten. Die beiden Mannschaften waren bereits in der elften Woche der Regular Season in New Orleans aufeinander getroffen, als die Saints mit 34:19 deutlich gewonnen hatten. Die Saints galten deshalb als klarer Favorit.
Zwei frühe Fehler der Seahawks ermöglichten den Saints eine 10-Punkte-Führung. Zuerst schoss Olindo Mare den Eröffnungskickoff ins Aus, wodurch die Saints das Spiel an ihrer 40-Yard-Linie beginnen konnten. New Orleans kam in der folgenden Angriffsserie bis an Seattles 8-Yard-Linie, schloss dort dann jedoch nur mit einem Field Goal ab. Im folgenden Angriff der Seahawks warf Seattles Quarterback Matt Hasselbeck eine Interception, die von New Orleans’ Jabari Greer bis an Seattles 35-Yard-Linie getragen wurde. Den folgenden Angriff schlossen die Saints mit einem Touchdown ab, weshalb sie nach vollendetem Point after Touchdown 10:0 führten.
Nachdem Seattles Fullback Michael Robinson den kurzen Kickoff der Saints 18 Yards zur 43-Yard-Linie zurücktrug, begannen die Seahawks einen 57-Yard-Drive, der mit einem 11-Yard-Touchdown-Pass von Hasselbeck auf Tight End John Carlson endete. Die Saints konterten darauf mit einem 83-Yard-Drive, welcher mit einem 5-Yard-Touchdown-Lauf von Julius Jones, der von den Seahawks zu Saisonbeginn entlassen worden war, endete und den Saints wieder eine 10-Punkte-Führung ermöglichte. Der folgende Drive der Seahawks endete mit dem zweiten Touchdown-Pass von Hasselbeck auf Carlos, was das Ergebnis auf 17:14 verkürzte. Nach mehreren Punts fumbelte Jones den Ball nach einem Tackle von Raheem Brock, der von Seattles Linebacker David Hawthorne an der 18-Yard-Linie der Saints erobert wurde. Der folgende Angriff der Seahawks endete mit einem Field Goal von Mare, womit der Spielstand ausgeglichen war.
Bei einer verbliebenen Zeit von 1:15 Minute im zweiten Viertel warf Hasselbeck einen 45-Yard-Touchdown-Pass auf Brandon Stokley, was Seattle mit 24:17 erstmals in diesem Spiel in Führung brachte. Kurz vor Ende der ersten Halbzeit verkürzten die Saints nach einem Field Goal auf 24:20. Es war damit erst das zweite Play-off-Spiel in der Geschichte der NFL, in dem beide Mannschaften in den ersten beiden Vierteln 20 Punkte oder mehr erzielten.
Die Seahawks erhöhten in der ersten Angriffsserie der zweiten Halbzeit ihre Führung auf 31:20. Nachdem die Seahawks die Saints zwangen zu punten, baute die Mannschaft aus Seattle ihre Führung nach einem 39-Yard Field Goal von Mare auf 34:20 aus.
Nachdem beide Mannschaften je einmal punteten, bekam die Mannschaft aus New Orleans den Ball auf ihrer 13-Yard-Linie zurück. Von dort starteten sie eine Angriffsserie, die mit dem zweiten Touchdown des Spiels von Jones endete, wodurch der neue Spielstand bei 34:27 mit 13:11 Minuten Restspielzeit lag. Nachdem Seattle im folgenden Angriff nicht den nötigen Raumgewinn erzielt hatte, kam Jon Ryan aufs Feld, dessen Punt bis an die 44-Yard-Linie der Saints getragen wurde. Im folgenden Angriff wurden die Saints von Seattles Defense erst an Seattles 3-Yard-Linie gestoppt, von wo die Saints mit einem Field Goal auf 34:30 verkürzten. Nach einem Austausch von Punts bekam Seattle den Ball bei 4:20 Minuten verbleibender Spielzeit. Beim ersten Spielzug wurde Lynch für keinen Raumgewinn gestoppt. Die Seahawks standen vor einem 2. und 10 an ihrer eigenen 33-Yard-Linie und mussten bei 3:38 Minuten Restspielzeit ihre Vier-Punkte-Führung für einen Sieg verteidigen.

## Der Lauf
Mit ihrer Offense auf dem Feld wurde der Spielzug 17 Power, ein Power Run, zum ersten Mal in diesem Spiel ausgerufen. Die Offense stellte sich dafür in einer I-Formation auf, wobei Tight End Carlson links und Fullback Michael Robinson nach links versetzt standen. Die Defense der Saints stellte sich in einer 2–5 "under" Formation auf, sie stellten also einen Linebacker zusätzlich an die Line of Scrimmage und Strong Safety Roman Harper wurde nach vorne versetzt aufgestellt, wodurch nun acht Spieler in der Nähe der Line of Scrimmage standen. Hasselbeck gab darauf Wide Receiver Ben Obomanu die Anweisung, von der rechten Seite auf die linke zu wechseln. Nach dem Snap lief Seattles Right Guard Mike Gibson ebenfalls nach links.
Seattle wählte für diesen Spielzug das Mann-gegen-Mann-Blocking. Carlson sollte New Orleans Linebacker Jo-Lonn Dunbar blocken, Left Tackle Russell Okung Defensive End Will Smith und Obomanu war für Harper verantwortlich. Left Guard Tyler Polumbus und Center Chris Spencer sollten den Block gegen Defensive Tackle Remi Ayodele setzen und ihn idealerweise in Linebacker Scott Shanle schieben. Robinson sollte nach vorne stoßen und New Orleans Middle Linebacker Jonathan Vilma blocken, so dass Gibson frei wäre und vor Lynch herlaufen könnte und ungeblockte Verteidiger wegschieben könnte. In der Zwischenzeit sollte auf der rechten Seite der Formation Right Tackle Sean Locklear den Defensive Tackle Sedrick Ellis aus dem Spiel nehmen und nur noch Defensive End Alex Brown wäre linksaußen ungeblockt.

Route von Beast Quake

Als der Spielzug sich entwickelte, war New Orleans erfolgreich bei der Vereitelung des Blockens. Dunbar schob Carlson zurück und hielt Gibson vom Erreichen der Angriffsstelle ab. Polumbus und Spencer waren zwar in der Lage, Ayodele wegzuschieben, aber keiner war in der Lage sich von Ayodele abzuwenden und Shanle zu blocken, der die von der Offensive Line geschaffene Lücke schloss. Lynch erinnerte sich später in einem Interview: „Ich sah den Guard kommen und in meinem Kopf dachte ich daran, umzudrehen und außen herumzulaufen. Aber aus irgendeinem Grund lief ich trotzdem weiter nach vorne.“ Anstatt hinter Gibson zu laufen, lief Lynch zwischen Gibson und Robinson hindurch und fand an der Line of Scrimmage den ungeblockten Shanle. Hätte Shanle den Tackle hier erfolgreich abgeschlossen, hätte Lynch nur einen Raumgewinn von 2 Yards erzielt.
Stattdessen durchbrach Lynch Shanles Tackle, während er gleichzeitig die Griffe von Smith und Ellis abschüttelte. Als Lynch durch die Verteidigungslinie brach, versuchten Ayodele und Saints Safety Darren Sharper gleichzeitig Lynch zu Boden zu ziehen, waren jedoch ebenfalls erfolglos. Cornerback Jabari Greer konnte Lynch von hinten fassen und versuchte ihn zu umgreifen, konnte sich jedoch nicht an ihn hängen. Lynch lief daraufhin in Richtung rechter Seitenauslinie, wobei er von Cornerback Tracy Porter verfolgt wurde, den er jedoch mit einem Stiff Arm abwehren konnte. Brown stürzte sich auf Lynchs Fersen, fiel aber zu kurz. Schließlich versuchte Harper, der zuvor von Polumbus geblockt wurde, einen letzten Tackle kurz vor der Endzone, war jedoch ebenfalls nicht erfolgreich. Bereits feiernd sprang Lynch rückwärts in die Endzone, mit der rechten Hand den Ball empor streckend, mit der linken Hand sich in den Schritt fassend, für den Touchdown.

## Schiedsrichter
Hauptschiedsrichter des Spiels war Walt Coleman. Er wurde unterstützt vom Umpire Paul King, Head Linesman Greg Bradley, Line Judge Mark Steinkerchner, Field Judge Terry Brown, Back Judge Gregory Steed und dem Side Judge Michael Banks.

## Folgen
Bei einer Restzeit von 112 Sekunden warf Saints Quarterback Drew Brees einen 6-Yard-Touchdownpass auf Henderson, konnte aber die Two-Point Conversion nicht erfolgreich abschließen, womit es 41:36 für Seattle stand. Mit der Eroberung eines Onside Kicks durch Carlson sicherte sich Seattle den Sieg, da sie nun die Zeit auslaufen lassen konnten.
Brees erzielte im Spiel 404 Yards und zwei Touchdowns. Er warf dabei 60 Pässe, 39 davon wurden gefangen, was einen Postseason-Rekord darstellte. Jones wurde der erste Spieler, der in der Postseason einen Touchdown gegen ein Team, das ihn während der Saison entlassen hatte, erzielte. Lynch erlief im Spiel 131 Yards und einen Touchdown für Seattle, während er zuvor in keinem Regular-Season-Spiel mehr als 100 Yards erlief.
Mit dem Sieg erhöhten die Seahawks ihre Gesamtbilanz auf 8 Siege bei 9 Niederlagen, womit sie die erste Mannschaft in der Geschichte der NFL waren, die mit einer negativen Gesamtbilanz ein Play-off-Spiel gewann. Der Beast Quake gilt als Umbruch in der Karriere von Marshawn Lynch, der seitdem in jeder Saison mehr als 1000 Yards erlief.
Später wurde festgestellt, dass die Aktivität und der Lärm der jubelnden Fans im Qwest Field über den Touchdown von Lynch so groß waren, dass das nahe gelegene Pacific Northwest Seismic Network ein kleines Beben aufzeichnete.
In der darauffolgenden Woche verloren die Seahawks ihr Spiel in den NFC-Divisional-Playoffs gegen die Chicago Bears mit 24:35, in dem Lynch nur 2 Yards in 4 Läufen erlief.
Während eines Auswärtsspiels gegen die Arizona Cardinals 2014 lief Lynch einen ähnlichen Lauf, bei dem er mehrere Verteidiger abschüttelte. Dieser 79 Yards lange Touchdown-Lauf, der den längsten in Lynchs Karriere darstellt, wurde von der Presse als Beast Quake 2.0 bezeichnet, wenngleich kein Erdbeben gemessen wurde.

### Videos
- NFL Videos
  - Replay with NBC TV announcers
  - Replay with Seattle radio announcers
  - Anatomy of a Play by Solomon Wilcots
  - NFL Films Presents: Beast mode
  - 2010 NFC Wild Card: Saints vs. Seahawks highlights
  - Wk 16 Can't-Miss Play: Beast quake 2.0
- Seahawks Postgame Pressekonferenz

### Presseberichte
- Associated Press: Fan reaction to Lynch's TD run shook area by Qwest Field. In: nfl.com. 10. Januar 2011 (englisch).
- Associated Press: Seattle's 'Beast Mode' finally shows its teeth. In: ESPN.com. 12. Januar 2011 (englisch).
- John Blanchette: Dismissed Seahawks dethrone defending-champion Saints. In: The Spokesman-Review. 9. Januar 2011 (englisch).
- Jerry Brewer: Marshawn Lynch’s Beast Quake: 3 years later Seahawks play still reverberates. In: The Seattle Times. 30. November 2013 (englisch).
- Ryan Divish: In a word, Lynch was beastly. In: The Olympian. 9. Januar 2011 (englisch).
- Sandi Doughton, Danny O’Neil: Seahawks fans' frenzy felt by seismometer. In: The Seattle Times. 10. Januar 2011 (englisch).
- Sam Farmer: Seattle Seahawks’ Marshawn Lynch can take the direct route. In: Los Angeles Times. 3. Oktober 2013 (englisch).
- Dave Reardon: Lynch's wild romp ranks high among all-time great runs. In: Star-Advertiser. 10. Januar 2011 (englisch).
- Al Saracevic: Marshawn Lynch polishes story of beastly TD run. In: SFGate. 10. Juli 2011 (englisch).
- Matt Ufford: The Sound and the fury: The story of Beast Quake, the greatest touchdown run in NFL playoff history. In: SBNation.com. 10. Januar 2014 (englisch).
- Mike Triplett: 'Beast Quake' aftershocks still felt. In: ESPN.com. 2. Dezember 2013 (englisch).
- John E. Vidale: Seattle "12th Man* Earthquake" Goes Viral. In: Seismological Research Letters. Band 82, Nr. 3, Mai 2011, S. 449–450, doi:10.1785/gssrl.82.3.449 (englisch, online).
- John Vidale: One year ago, Seattle Seahawks 12th Man Earthquake. In: Seismo Blog. Pacific Northwest Seismic Network, 31. Dezember 2011 (englisch).